# Мышь среди мужчин
«Мышь среди мужчин» или «Под женским руководством» — французская детективная кинокомедия с Луи де Фюнесом в главной роли.

## Сюжет
Марсель (Луи де Фюнес) и Фрэнсис (Морис Биро) производят впечатление добропорядочных граждан. Фрэнсис имеет семью и выдаёт себя за руководящего сотрудника фирмы. Марсель представляется всем то журналистом, то врачом. На самом же деле они грабители, и их единственный источник доходов — сейфы состоятельных горожан. Марсель — медвежатник с 10-летним стажем и может взломать любой сейф. Планируя очередное ограбление, он начинает приударять за кассиршей трикотажного магазина и узнаёт от неё, что владелец магазина держит выручку в своём домашнем сейфе, и лишь по пятницам относит его содержимое в банк. На следующий день приятели отправляются на дело. Но не успели они открыть дверь, как их засекла соседка, молодая особа по имени Люсиль. В обмен на молчание она пожелала присутствовать при ограблении. Марселю без труда удаётся взломать сейф, но Фрэнсис впопыхах оставляет сумку с деньгами в квартире. Только выйдя из дома, они замечают свою оплошность и решают вернуться за деньгами. Но к этому времени хозяин квартиры вернулся домой, и незадачливым грабителям пришлось выдать себя за полицейских, чтобы снова попасть в дом. Им удалось обмануть свою жертву и забрать деньги, но выйдя из квартиры, они услышали шаги настоящих полицейских, приехавших по вызову. Тогда Люсиль предложила им спрятаться в её квартире, а взамен захотела поучаствовать в следующем ограблении. Отказать ей было не так-то просто, поскольку она оказалась старой знакомой Фрэнсиса, с которой он и его жена познакомились в отпуске, и о которой он уже успел забыть. В любом случае, его имя было ей известно, и друзьям пришлось снова согласиться на её условия.
Следующее дело Люсиль решила спланировать сама и предложила им ограбить её тётю, в доме которой находились полотна старых мастеров стоимостью в десятки миллионов франков. Троица проникает в дом, но тётя замечает их и решает, что племянница со своими друзьями просто решила навестить её. После такого фиаско Марсель и Фрэнсис расстаются с Люсиль и решают начать честную жизнь. Однако Люсиль не собирается сдаваться. Она заявляется к Фрэнсису домой и делает вид, что пришла проведать своих старых знакомых, с которыми она проводила отпуск. Жена Фрэнсиса не очень-то верит в это и подозревает мужа в неверности, однако не подаёт вида. Вернувшись домой и обнаружив там Люсиль, Фрэнсис понимает, что в покое она их не оставит, и им с Марселем снова придётся взяться за старое. У неё же уже готов другой план — ограбление крупного универмага. К организации ограбления она подходит основательнее, чем в прошлый раз, и с помощью своего знакомого нотариуса подделывает рекомендацию для Марселя, с которой он устраивается на должность менеджера в универмаг.
В день ограбления Фрэнсис говорит жене, что должен ехать в командировку и отправляется в универмаг. Ночью сообщникам удаётся нейтрализовать охрану, взломать сейф универмага и вынести полный чемодан денег. Но нотариус, подделавший рекомендацию, решает отобрать у них добычу и с этой целью сообщает жене Фрэнсиса, что её муж попал в аварию, и она должна срочно выехать к нему. Таким образом, он похищает её и требует за неё выкуп. Грабителям приходится отказаться от денег, чтобы освободить её. Однако, в последний момент выясняется, что украденные ими деньги — не более чем рекламные листовки в виде денежных знаков, с обратной стороны которых находится объявление о скидке. Это становится последней каплей, и друзья окончательно решают порвать со своим преступным прошлым. Но не тут-то было: жена Фрэнсиса, догадавшись, чем на самом деле занимается её муж, предлагает им продолжить свою деятельность, но под её руководством. У неё уже готов план следующего ограбления…